# Calcaritis kukunoora
Calcaritis kukunoora är en fjärilsart som beskrevs av Eugen Wehrli 1937. Calcaritis kukunoora ingår i släktet Calcaritis och familjen mätare. Inga underarter finns listade i Catalogue of Life.